# Cefalòpodes

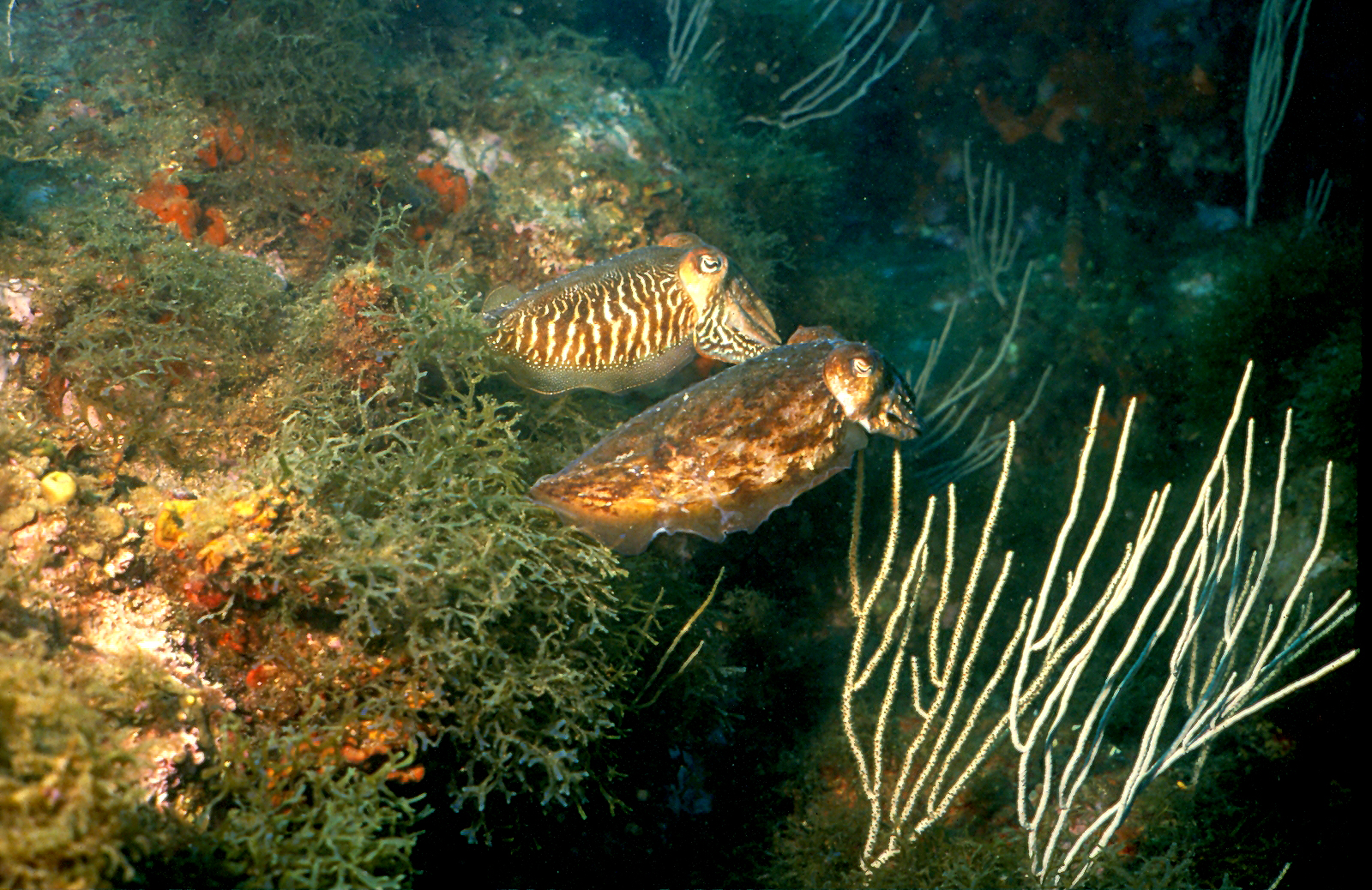
Un parell de sèpies comunes (Sepia officinalis) en aigües poc profundes.

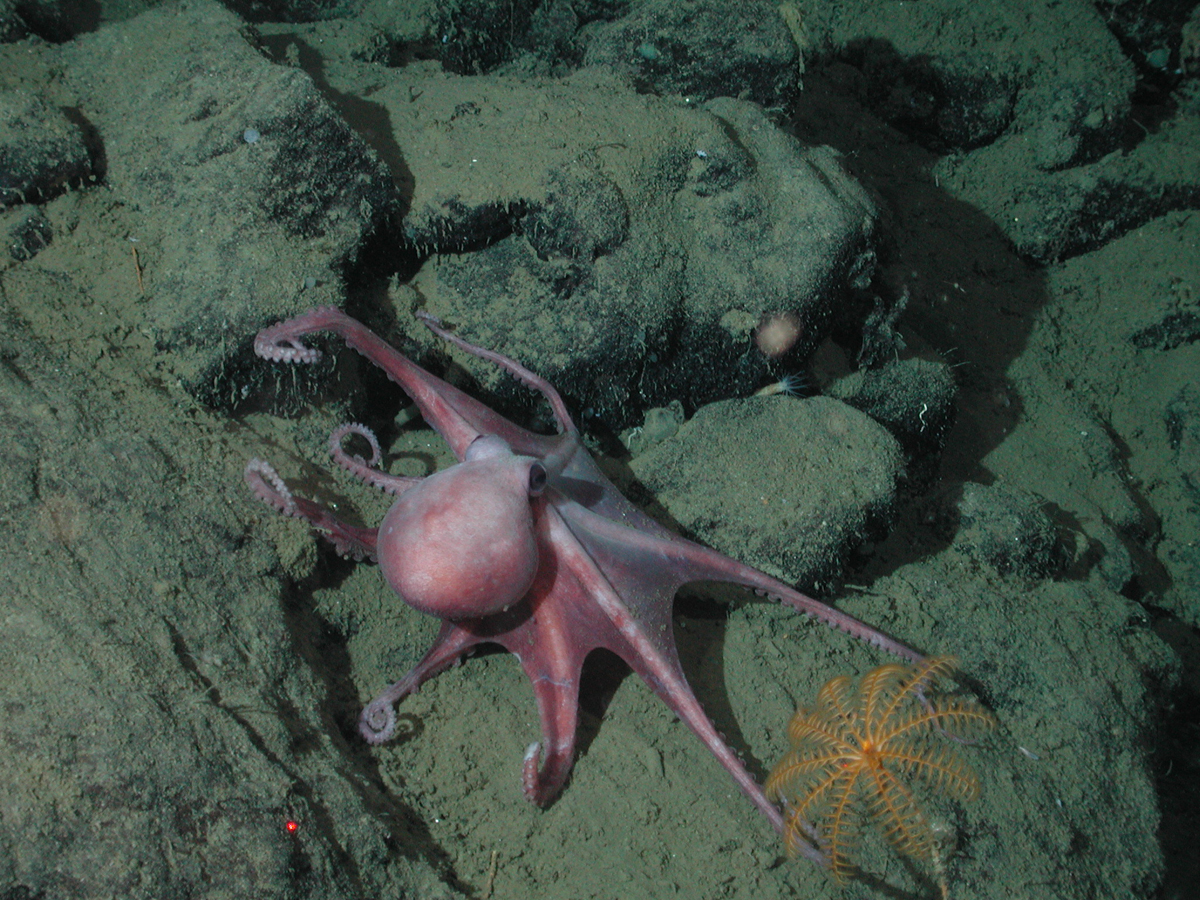
Benthoctopus sp. a la muntanya submarina Davidson a 2.422 m de profunditat.

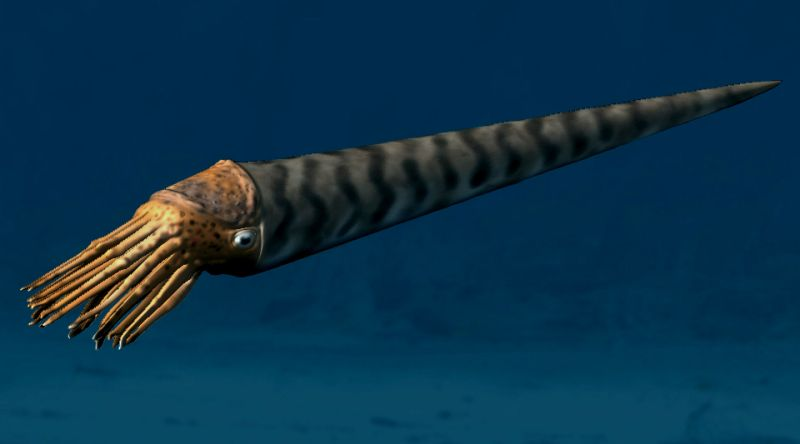
Reconstrucció de Cameroceras, de l'Ordovicià.

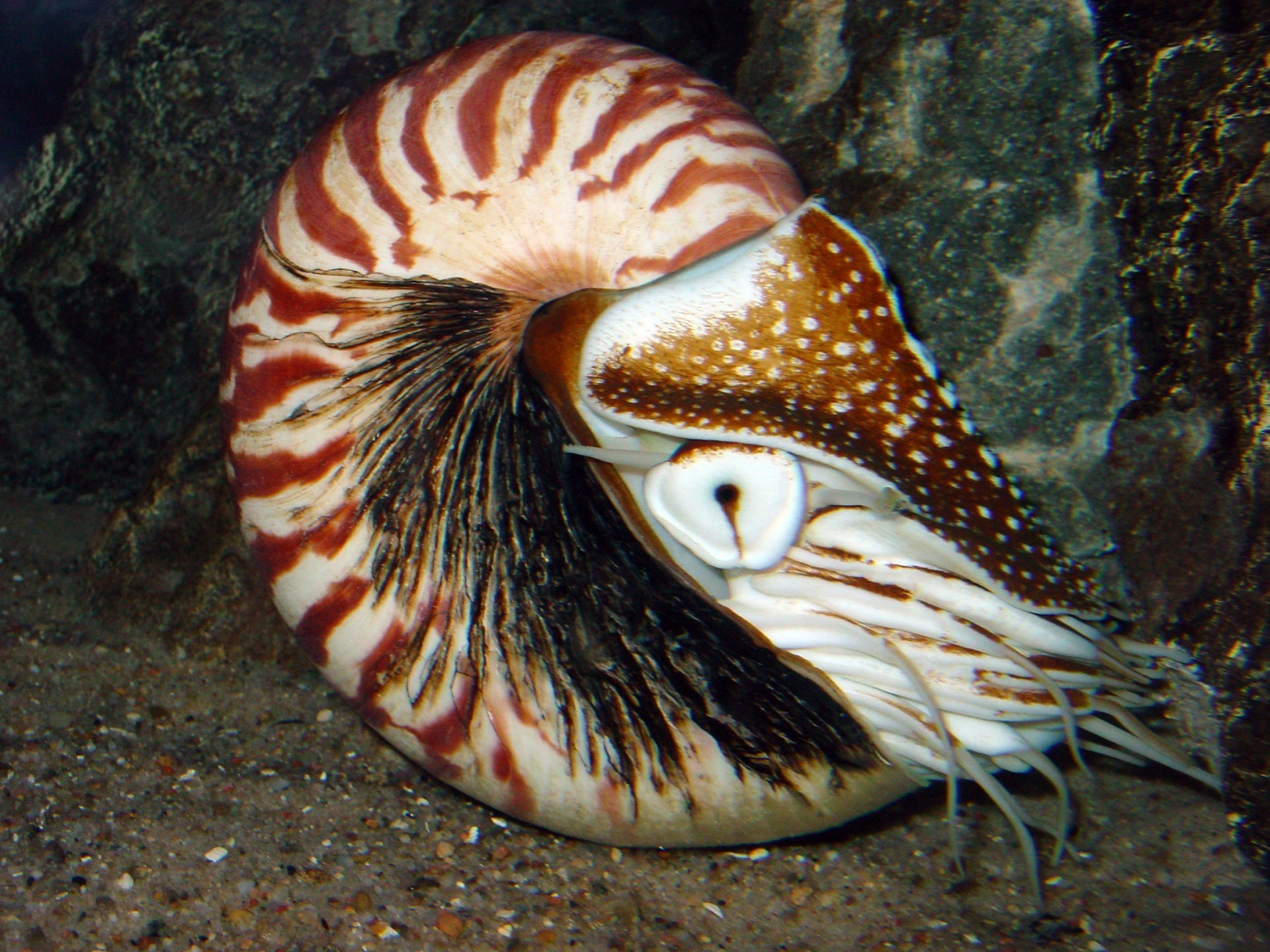
Nautilus, un fòssil vivent.

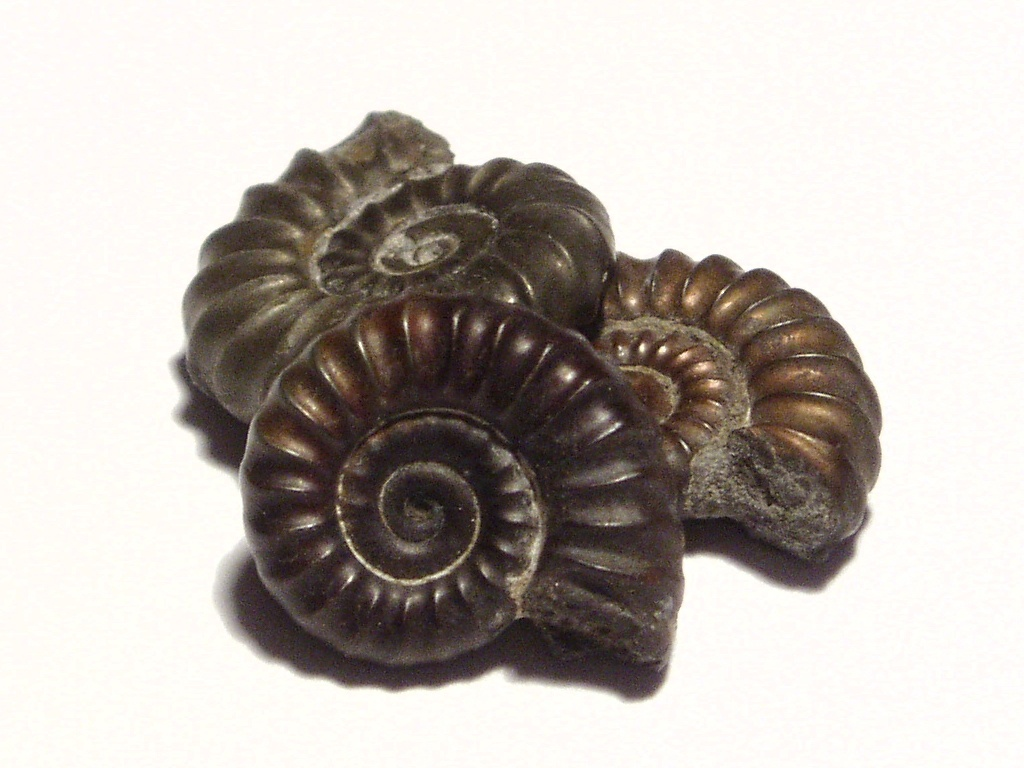
Fòssils d'ammonites.

Un calamar gegant; l'exemplar capturat el 1954 mesurava 9,2 m.

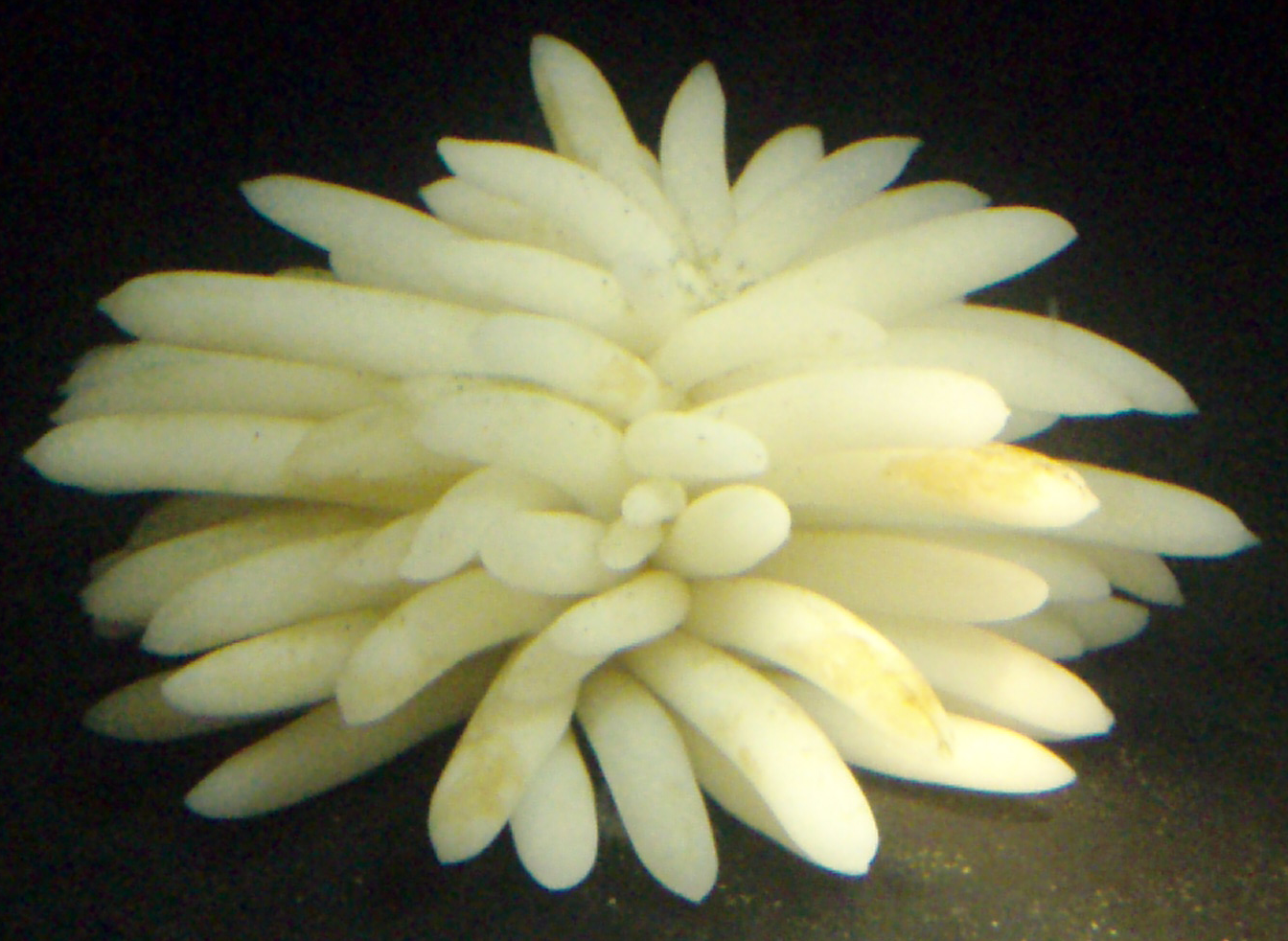
Ous de calamar.

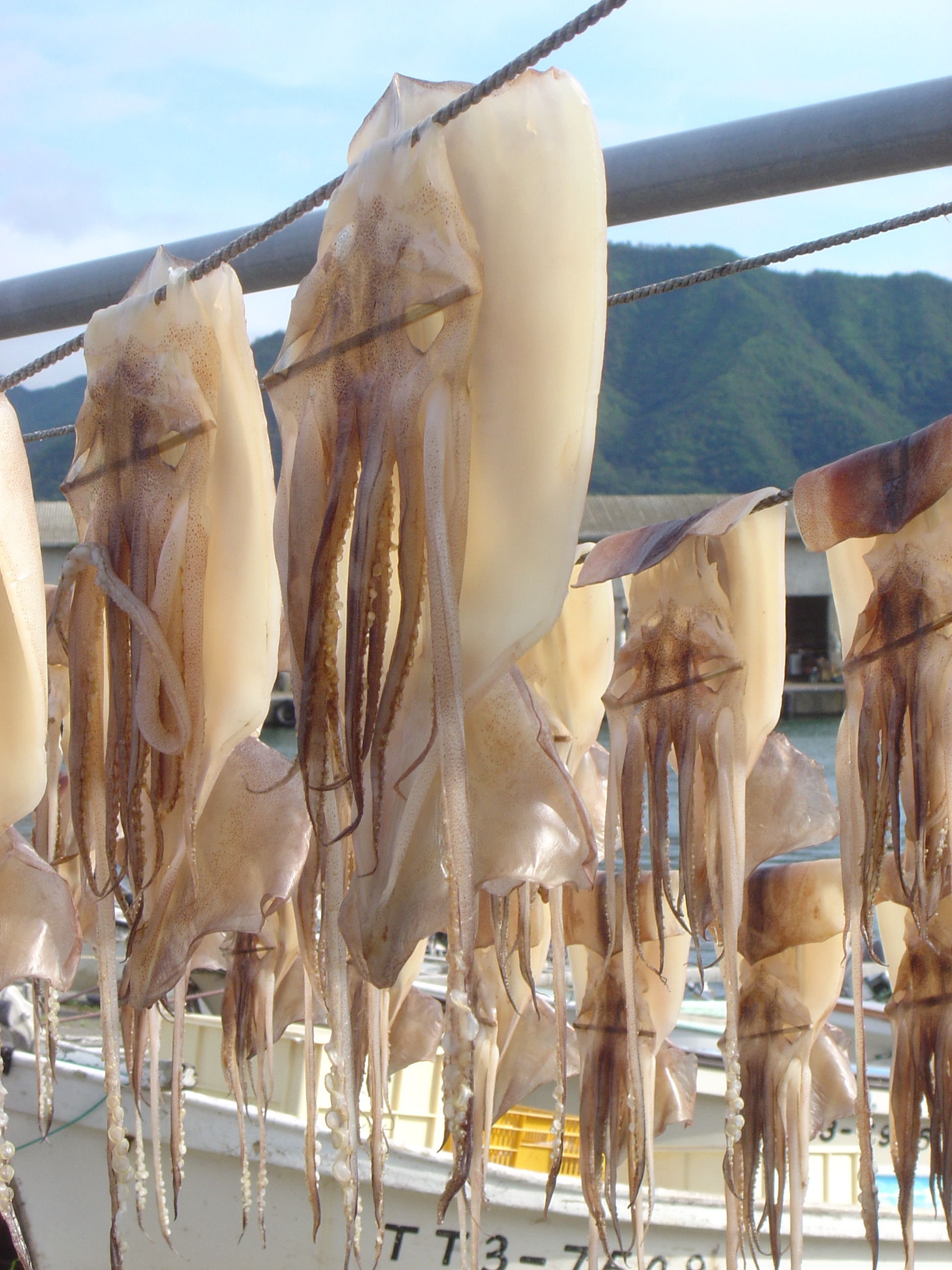
Calamars assecant-se al sol.

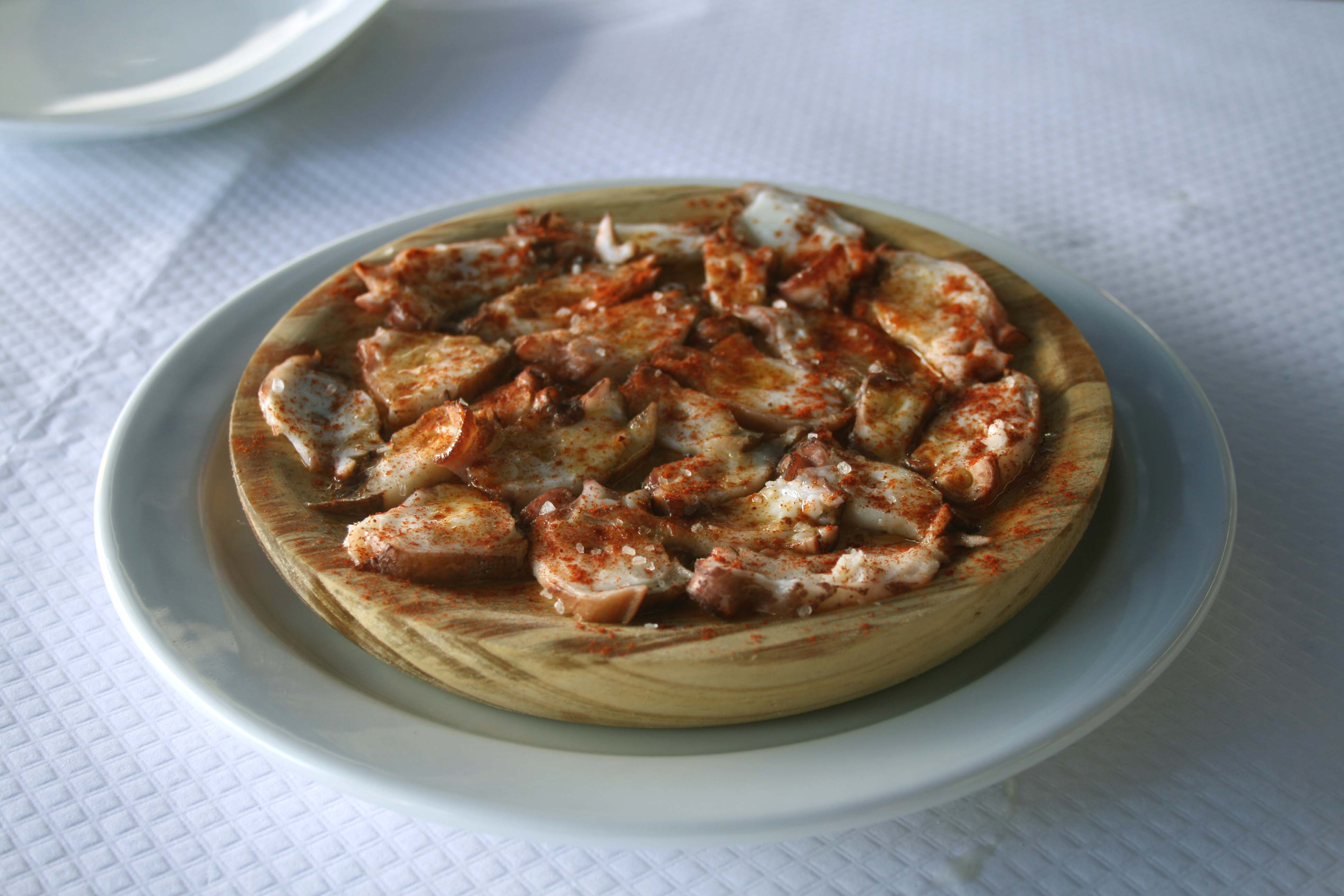
Ració de pop.

Els cefalòpodes (Cephalopoda, gr kefale, 'cap', i pus, 'peu') són una classe de mol·luscs que es caracteritzen per presentar un cap diferenciat i un conjunt de braços o tentacles modificats a partir del peu del mol·lusc ancestral. La boca, que es troba entre els braços, té un bec quitinós. També tenen ràdula. Poden canviar de color amb rapidesa per tal de camuflar-se o comunicar-se amb els seus congèneres. Els pops són els invertebrats més intel·ligents i són capaços de trobar la sortida d'un laberint, obrir pots, aprendre comportaments, etc.
Els cefalòpodes són exclusivament marins i es troben als oceans de tot el món i a totes les fondàries, i inclouen alguns dels animals més grossos del món. Els calamars gegants (arquitèutids) assoleixen els 18 m de longitud, 5 m de diàmetre, i una tona de pes. Els pops més grossos, del Pacífic nord, sembla que atenyen quasi 10 m de diàmetre i superen els 250 kg.
Tenen una llarga història evolutiva; es coneixen des del Cambrià superior, fa quasi 500 milions d'anys. L'estudi dels cefalòpodes és una branca de la malacologia anomenada «teutologia».

## Característiques
En els cefalòpodes el peu característic dels mol·luscs està a tocar del cap, dividit en diversos apèndixs, anomenats braços o tentacles amb ventoses, des de 8 en els pops fins als 90 que poden tenir els nàutils; aquest últims no tenen ventoses. En els coloïdeus (sèpies, pops i calamars) alguns d'aquests apèndixs s'han modificat en estructures reproductives denominades hectocòtils, que compleixen el paper d'introduir els espermatòfors (sacs plens d'esperma) a la cavitat pal·lial de la femella. Tenen un cos musculós i flexible, propietat que s'intensifica en els polps, els quals són capaços d'amagar en espais 10 vegades més petits que el seu cos.
La boca té una estructura exclusiva d'aquest grup coneguda com bec de lloro, formada per un parell de fortes mandíbules amb forma de bec que utilitzen per estripar les preses perquè després siguin processades per la rádula.
La conquilla dels cefalòpodes, molt desenvolupada en les formes fòssils (ammonits, belemnits, etc.) tendeix, en les espècies actuals, a reduir-se, a fer-se interna i fins i tot a desaparèixer, segons el grup. Quan tenen una conquilla ben desenvolupada, està dividida en cambres separades per septes i l'animal habita l'última cambra (la més recent); tal es el cas dels primitius nautiloïdeus, en els quals la conquilla encara és externa, planoespiral i septada completament. En els coleoïdeus, quan existeix, és interna i està dividida en tres zones; des de la regió caudal a la cefàlica aquestes són rostre, fragmocon i proóstrac, cadascun amb desenvolupament variable en cada grup.
Els cefalòpodes posseeixen cèl·lules pigmentàries en el mantell denominades cromatòfors, que posseeixen pigments que s'expandeixen o condensen a voluntat per mitjà d'una contracció muscular controlada pel sistema nerviós. D'aquesta manera poden canviar de color en qüestió de segons per mimetitzar-se amb l'espai circumdant i passar desapercebuts. També fan servir aquesta capacitat per comunicar-se entre ells per mitjà de la seva coloració, gràcies a la seva aguda visió.
Posseeixen un complex sistema nerviós, amb uns ganglis al voltant de l'esòfag que formen un autèntic cervell. El cervell es troba dividit en dues porcions, denominades massa supraesofàgica i massa subesofàgica segons la seva posició respecte a l'esòfag, unides per connectius. Un tret particular i exclusiu dels cefalòpodes és que el cervell es troba envoltat per una massa o caixa cartilaginosa en un «intent» evolutiu de formar un crani. Molts cefalòpodes tenen comportaments de fugida ràpids que depenen d'un sistema de fibres nervioses motores gegants que controlen les contraccions potents i sincròniques dels músculs del mantell, el que permet la sortida a pressió de l'aigua de la cavitat pal·lial. El centre de coordinació d'aquest sistema és un parell de neurones gegants de primer ordre (formades per la fusió de ganglis viscerals) que donen a neurones gegants de segon ordre, i aquestes s'estenen fins a un parell de grans ganglis estrellats. D'aquests ganglis estrellats unes neurones gegants de tercer ordre innerven les fibres musculars circulars del mantell. Neuròlegs de tot el món han experimentat amb pops al llarg de segle xx i s'ha detectat en ells una intel·ligència superior a qualsevol altre invertebrat; són capaços de trobar la sortida d'un laberint, obrir pots i fins i tot aprendre comportaments dels seus congèneres.
L'ull dels cefalòpodes és un òrgan anàleg al dels vertebrats, de diferent origen evolutiu i embrionari, però per convergència ambdós són molt semblants. Els cefalòpodes tenen l'ull més desenvolupat de tots els invertebrats i fins i tot rivalitza amb el dels vertebrats. Segreguen un líquid negrós, la tinta, amb la qual enterboleixen l'aigua a fi d'ocultar-se. La tinta és un pigment que s'emmagatzema en la bossa de tinta situada a sobre del recte i pot ser expulsat a través del sifó. Posseeixen un aparell circulatori tancat amb una densa xarxa de capil·lars. Posseeixen un cor sistèmic per la sang que porta oxigen de les brànquies a la resta del cos i dos cors branquials que aporten major pressió a la circulació, a l'entrada de la sang en les brànquies. La seva sang conté hemocianina com a pigment transportador d'oxigen.

## Alimentació
Els cefalòpodes són depredadors; les espècies bentòniques capturen principalment crustacis, cargols i bivalves, mentre que les pelàgiques s'alimenten sobre tot de peixos. Per a atrapar les preses usen els seus braços recoberts de ventoses, sovint reforçades amb parts endurides que actuen com a urpes; un cop immobilitzades les preses són dutes a la boca i trossejades pel les mandíbules en forma de bec de lloro. Els pops paralitzen la víctima injectant-li verí produït per les glàndules salivals, i fan una predigestió tot afegint-hi enzims digestius.

## Reproducció
Els cefalòpodes tenen els sexes separats i fan una parada nupcial prèvia a la còpula, en la qual el mascle transfereix espermatòfors (sacs d'esperma) a la femella. Per a fer-ho, un dels tentacles del mascle (quatre en els nautílids) esdevé un òrgan copulador anomenat hectocòtil que té unes ventoses especials i fins i tot d'una cavitat diferenciada. En algunes espècies l'hectocòtil es desprèn i queda en la femella; abans de descobrir-se el mecanisme de còpula es creia que es tractava d'un cuc paràsit. Els espermatòfors tenen substàncies adherents que els fixen a la femella, i els espermatozoides s'alliberen gradualment. Les espècies bentòniques dipositen els ous en el fons, mentre que les pelàgiques produeixen ous flotants. En alguns casos les femelles guarden la posta, i sovint moren poc després de pondre. El desenvolupament és directe. Els joves quasi sempre viuen un temps prop de la superfície, a mar obert. Tenen un creixement és molt ràpid, de fins a 3 kg en vuit mesos, en alguns pops.

## Evolució
Els cefalòpodes van ser un grup dominant durant el període Ordovicià, representats pels primitius nautiloïdeus. Avui en dia la classe conté dos, emparentats llunyanament, subclasses: els coleoïdeus, que inclouen els pops, els calamars, i les sèpies; i els nautiloïdeus, representats per Nautilus i Allonautilus. En els coleoïdeus, la conquilla de mol·lusc s'ha interioritzat o és absent, mentre que en els nautiloïdeus, la conquilla externa encara es conserva. Es coneixen unes 800 espècies de cefalòpodes. Dos tàxons (subclasses) extints importants són els ammonoïdeus i els belemnoïdeus.
Algunes de les formes primitives de cefalòpodes eren enormes, amb closques que arribaven a mesurar diversos metres de longitud. La closca tendí a reduir-se, internar-se o desaparèixer, segons l'espècie. Quan tenen una conquilla ben desenvolupada, està dividida en septes i l'animal habita en el septe més jove.

## Distribució
Es coneixen unes 836 espècies de cefalòpodes, tot i que contínuament es descriuen noves espècies. Se n'han descrit uns 11.000 tàxons extints, tot i que la naturalesa de cos tou dels cefalòpodes implica que no són de fàcil fossilització.
Els cefalòpodes es troben a tots els oceans de la Terra. Cap d'ells pot sobreviure en aigua dolça, però l'espècie Lolliguncula brevis, que es troba a la badia de Chesapeake, pot ser una notable excepció en tant que tolera l'aigua salobre.
Els cefalòpodes ocupen la major part de la profunditat de l'oceà, des de les planes abissals fins a la superfície del mar. La seva diversitat és major a prop de l'equador (unes 40 espècies recuperades en xarxes a 11°N en un estudi de diversitat) i decreix cap als pols (unes 5 espècies capturades a 60°N).

## Gastronomia
Els cefalòpodes són pescats activament per l'ésser humà i són una part important de la indústria pesquera. Són un del marisc més apreciat en gastronomia. Es mengen sols (calamars a la romana, sèpia a la planxa, xocos, pop a la gallega, etc.) o com a ingredients d'altres plats (arròs negre, paella de marisc, fideuá, etc.).

## Taxonomia
Actualment hi les següents subclasses i ordres.
Subclasse Nautiloidea
- Ordre Actinocerida †
- Ordre Ascocerida †
- Ordre Bactritida †
- Ordre Discosorida †
- Ordre Dissidocerida †
- Ordre Ellesmerocerida †
- Ordre Endocerida †
- Ordre Lituitida †
- Ordre Nautilida
- Ordre Oncocerida †
- Ordre Orthocerida †
- Ordre Plectronocerida †
- Ordre Pseudorthocerida †
- Ordre Tarphycerida †

Subclasse Ammonoidea †
- Ordre Ammonitida †
- Ordre Ceratitida †
- Ordre Goniatitida †
- Ordre Prolecanitida †

Subclasse Coleoidea
- Cohort Belemnoidea † - belemnoids extints
  - Ordre Aulacocerida †
  - Ordre Belemnitida †
  - Ordre Hematitida †
  - Ordre Phragmoteuthida †
- Cohort Neocoleoidea[8]
  - Ordre ?Boletzkyida †
  - Superordre Decapodiformes - sèpies, calamars i afins
    - Ordre Bathyteuthida
    - Ordre Idiosepida
    - Ordre Myopsida (abans subordre de Teuthida)
    - Ordre Oegopsida (abans subordre de Teuthida)
    - Ordre Sepiida (incloent-hi Sepiolida)
    - Ordre Spirulida
    - Ordre Teuthida* (possiblement parafilètic)

  - Superordre Octopodiformes - pops i afins
    - Ordre Octopoda - pops
    - Ordre Vampyromorphida - calamars vampir